# Joseph Jüttner

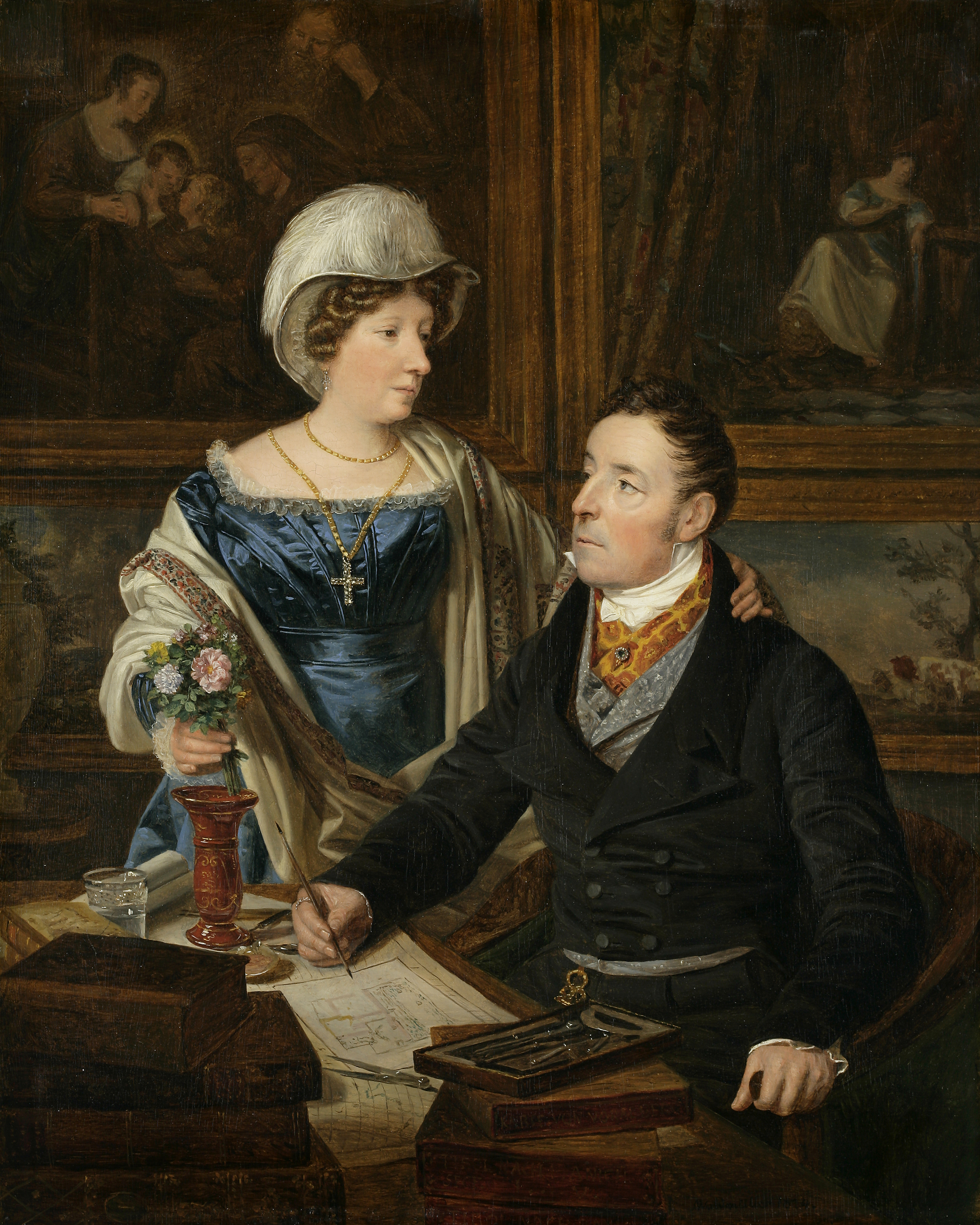
Joseph Jüttner mit Ehefrau 1824, porträtiert von Ferdinand Georg Waldmüller.

Joseph Jüttner (auch Josef Jüttner; * 12. September 1775 in Barzdorf in Österreichisch-Schlesien; † 28. April 1848 in Prag) war ein österreichischer Generalmajor und Kartograph.

## Leben
Jüttner absolvierte das Gymnasium im Piaristenkloster in Weißwasser. Am 8. April 1792 trat er in das O’Donnel’sche Freicorps ein. Er nahm an den Koalitionskriegen teil, unter anderem an Belagerung von Valenciennes sowie an der Belagerung von Dünkirchen. Dort wurde er am 6. September 1793 durch einen Schuss am Kopf schwer verletzt. Er wurde in Gent geheilt und nahm an den Feldzügen von 1794 und 1795 teil. Am 1. Juni 1796 kam er zum 2. Feldartillerie-Regiment und wurde in Tirol und am Rhein eingesetzt. 1796 und 1797 war er bei der Belagerung des Brückenkopfes von Hüningen beteiligt.
Jüttner kam 1798 mit seinem Regiment nach Landshut und von dort 1799 nach Ingolstadt. Dort erhielt er 1800 die Möglichkeit an der Universität Ingolstadt Mathematik und Physik zu studieren und wurde zum Feuerwerker befördert. Ab 1801 war er Lehrer an der Schule des 1. Feldartillerie-Regiments in Prag, außerdem war er 1803 an der Basismessung und Triangulierung von Prag beteiligt. Nachdem er im Oktober 1807 zum Leutnant befördert worden war, wurde er 1808 Direktor der Schule. 1811 übernahm er die von Kaiser Franz I. angeordnete Vermessung von Prag. Im November 1813 wurde er zum Oberleutnant befördert.
Jüttner nahm ab 1814 an den Befreiungskriegen teil und wurde unter anderem in Genf und Mainz eingesetzt. In Mainz wurde er bis zum 1. April 1818 eingesetzt und vor seiner Rückkehr nach Prag zum Kapitänlieutenant befördert. Nach Prag zurückgekehrt wurde er wieder Direktor der Schule. Neben seinen kartographischen Arbeiten tat er sich insbesondere durch den Globenbau hervor. 1822 vollendete er mit Franz Lettany seine erste Erdkugel (31 cm Durchmesser) und 1824 seinen Himmelsglobus (ebenfalls 31 cm). Weitere Globen von ihm in diesem Format sind aus den Jahren 1830, 1840 und 1848 nachgewiesen. 1839 fertigte er einen 62-cm-Erdglobus.
Jüttner wurde im November 1820 zum Hauptmann befördert, im Juni 1830 zum Major. Im November 1835 wurde er Oberstlieutenant und im November 1840 Oberst. Als solcher wurde er Kommandant des 3. Feldartillerie-Regiments und ab Jänner 1842 des Bombardierkorps. Am 4. Februar 1848 erfolgte schließlich die Beförderung zum Generalmajor und Kommandanten der Artilleriebrigade in Prag. Nur wenige Monate darauf starb er.
Jüttner war Ehrenmitglied der Königlichen böhmischen Gesellschaft der Wissenschaften, deren außerordentliches Mitglied er seit November 1832 war, und seit 1840 der Gesellschaft des vaterländischen Museums in Böhmen sowie Mitglied der k.k. patriotisch-ökonomischen Gesellschaft in Böhmen. Am 2. Jänner 1846 wurde er durch Kaiser Nikolaus I. von Russland mit dem russischen Annenorden II. Klasse ausgezeichnet.

## Werke (Auswahl)
- Grundriss der königlichen Hauptstadt Prag, trigonometrisch, geometrisch und topographisch beschrieben in den Jahren 1811–1815, Kronberg, Prag 1815.
- Anweisung für den Gebrauch eines neu verfertigten Globus, Krauß, Prag 1822.
- Trigonometrische Vermessungen der königl. Hauptstadt Prag und ihrer Umgebungen von 1804 bis 1812, Haase, Prag 1823.
- Anweisung zum Gebrauche der Himmelskugel, Krauß, Prag 1824.
- Anweisung zum Gebrauche der Ringkugel (Sphaera armillaris) als Anhang zu der von mir 1824 in Prag herausgegeben Anweisung zum Gebrauche der Himmelskugel, Krauß, Prag 1828.
- Theoretische und praktische Anleitung zur Verzeichnung der Netze für Erd-, Himmels- und Ringkugeln, zur Erzeugung der Kugeln, zum Aufziehen der Netze auf dieselben und zur gänzlichen Vollendung der Globen, Haase, Prag 1833.
- Anleitung zum Gebrauch der Erdkugel, 2. Auflage, Pichler, Wien 1838.